# البلين
البلين هم مجموعة عرقية كوشية (يعتقد أنهم بلوكلو من الناطقين بلغة الأغاو)، يتركزون بشكل أساسي في وسط إريتريا، داخل وحول مدينة كرن في ارتريا، إلى الجنوب باتجاه أسمرة، وهم مقسمون إلى قسمين  وهم بيت طوقي وبيت ترقي  والتي تنقسم إلى عشائر أخرى تعرف باسم هيسات. لدى طوقي ستة بينما ترقي لديها خمسة مقسمة إلى مجموعات قرابة أصغر. وأيضا يتواجدون بكثرة في شرق السودان في القضارف وكسلا وبورتسودان.

## الأصول
يؤسس التقليد ارتباطًا ظاهريًا بين البلين الإريتري والأجاو الإثيوبي والذي يمكن رؤيته في أوجه التشابه اللغوي بين أجاو وبيلين. يشير وجود العديد من أسماء الأماكن المتشابهة في المناطق المحيطة باستا وبوغوس في وسط إريتريا إلى بعض الارتباط التاريخي بين المجموعتين. وفقًا للتقاليد الشفوية المحلية، عاش أفراد عائلة البلين في الهضبة الإريترية من لاستا في القرن السادس أو السابع تقريبًا عندما غزت الملكة بن حماوية مقاطعة لاستا من الشمال. ثم قاموا أيضًا بإخضاع سكان تيغري السابقين جزئيًا.
ربما حدثت موجة ثانية من الهجرة وفقًا للمؤرخين أثناء سقوط سلالة زاغو عام 1570. ظهر البيلين لأول مرة في السجلات التاريخية من القرن السادس وما بعده. حكم بعض أفراد عائلة البيلين / الأجاو إريتريا وإثيوبيا لمدة 300 عام.

## أقسام القبيلة

### أقسام البلين
تنقسم قبيلة البلين إلى قسمين هما طوقي و ترقي ومنهم تنتمي بطون وفروع وأفخاذ كثيرة.
بيت طوقى هو اسم يطلق على كثير من الأقوام لكثرة عددهم: سمرعين وابرهم ابنا طوقى، وجوين، ودنقين ولاوين…الخ، بالإضافة إلى طنفاى من النارا وشبخاي من النارا وقبيلة (جنقرين) وهم من بيت معلا البنى عامر، كما توجد فروع أخرى مثل حربا، ودانشيم، وحيس…الخ.
وقد ورث عد طوقى لغة البلين وعادات ورموز (عد موسى).
وقد عرف عن هذه القبيلة شدة البأس حيث ردّوا جيش الأمهرا الغازى بقيادة السفاح (قبّى) مهزوما عن معقلهم (حلحل)، بعد أن سيطر قبّى على أرجاء كبسا وسنحيت، وكذلك قاوموا الرأس (ألولا)، وذلك بفضل تكاتفهم جميعا بكل فروعهم، وبحنكتهم في القتال. كما شاركوا في الثورة الارترية بقادة أفذاذ في الميدان مثل القائد عمر ازاز والقائد محمد إدريس حاج والقاده العسكريين أمثال إدريس رمضان وإدريس هنقلا وعثمان صالح وغيرهم وبسياسيين محنكين مثل صالح اياى، ونقابيين نبهاء ومتفانين مثل بشير اسحق، سعد بخيت…الخ
أما فرع (ترقى) بن (بغوص) يعود نسبه إلى الملك (زاغوى) سلالة زاغو مؤسس دولة الأغاو، وقد جاء ترقى إلى المنطقة مهاجرا من (لاستا) بعد غزو (ابن الحموية) للمملكة وكان ذلك في حوالى العام 1270م، وهم فرع من (الأغاو) وهناك خلاف على من كان الأقدم هجرة إلى المنطقة حيث يقول (مكئيل قابر) في كتابه (بلين سكان بغوص) أن ترقى هو الأسبق حيث هاجر سنة 1000م، بينما تؤكد روايات عد طوقى أنه لم يكن يقيم بالمنطقة، عندما هاجروا اليها، غير طنفاى وأخوه شباخاى وعد موسى، أما عايدة كدان فقد نقلت عن كتاب (بوليرا) ترجمة الأب اسحاق قبرى يسوس (دقي بات حزبتات ارترا) التالى: (نزل الزاول سكان سنحيت بالقرب من نهر (لابا) وقد جاءوا مع (قبرى بن ترقى) وكلاهما يتحدث لغة الأغاو). وأبناء ترقى (انظر كتاب محمد نور فايد) هم: حدى، بغداى، لمطلى، ساتيفاى، قبرو، دبرو.
الجدير بذكر ان البلين مع الماريا والبني عامر وأخرين شاركو في تكوين (الأورطة الشرقية) أو الجيش السوداني الشرقى، الذي ساهم في الدفاع عن مصالح السودان في الاستقلال عام 1956م.

## أقسام السكن
- قسم ينزل منطقة حلحل وهم الطوقي

من مدن وقري بيت طوقي أراس وسروا، متكلابي، ماي اوالد، قبي البو، لاوين افخ، شيكا عد حزباي، طعدا كرخ، فانا، معركي، باب جنقرين، ليبنا، حبوب، دو العقدة وغيرها الكثير.
،
- قسم ينزل منطقة سنحيت وهم الترقي

من مدن وقري الترقي حقات، قلاس، اشرا، رورا بيت قبرو، بقو، انشيناق، لنشيا، حشلا بلين، حليب منتل، درق، عيلا برعد، عونا، مقارح، شيخا، شنارا وغيرها من القري.

## اللغة
يتحدث أفراد البلين لغة البلين [الإنجليزية] كلغة أم تنتمي إلى الفرع الكوشي لعائلة اللغات الأفرو آسيوية. يتحدث الكثيرون أيضًا لغات أفرو آسيوية أخرى مثل اللغة التجرية والتغرينية. بالإضافة إلى ذلك، غالبًا ما يستخدم شباب البلين الكلمات والتعبيرات العربية في حديثهم اليومي.

## الديانة
يمارس أفراد البلين الإسلام والمسيحية. يسكن أتباع المسلمين بشكل رئيسي المناطق الريفية وقد اختلطوا مع شعب التيجر المجاور، بينما يميل مسيحيو البلين إلى الإقامة في المناطق الحضرية والاختلاط مع شعب التيغرينيا ‏ (بيهير - تيغرينيا). يتبع نصف البلين الإسلام السني، بينما يلتزم النصف الآخر بالمسيحية من مختلف الطوائف. ساعد التنوع الديني في البلين على التعايش السلمي بينهم مع القليل من الصراع بسبب الاختلافات الدينية. كان البلين في الأصل مسيحيين أقباط. في منتصف إلى أواخر القرن التاسع عشر أثناء الغزو المصري لمرتفعات كيرين (1860-1876)، قبلت عشيرة بيت طوقي الإسلام، واعتنقت الإسلام. تبنت عشيرة بيت ترقي في البلين الكاثوليكية على أيدي المبشرين الفرنسيين الذين عرضوا حمايتهم من غارات بني عامر في المنطقة خلال النصف الثاني من القرن التاسع عشر. هناك عدد قليل من البروتستانت الذين تحولوا عن طريق الإرسالية واحتفظ عدد قليل من البلين بمعتقداتهم القبطية الأرثوذكسية القديمة.